# Südostdeutsche Fußballmeisterschaft 1909/10

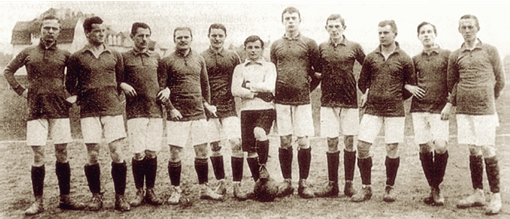
Die Meistermannschaft des VfR 1897 Breslau.
Von links: Krümmel, B. Maschke, Hartbrich, Hermann, Römer, K. Maschke, Engelke, Mahn, Langner, Wittur, Dentler

Die südostdeutsche Fußballmeisterschaft 1909/10 gewann der VfR 1897 Breslau durch einen 3:1-Erfolg über FC Askania Forst im Endspiel. Durch den Gewinn der Verbandsmeisterschaft qualifizierten sich die Breslauer für die deutsche Meisterschaft, in der der Verein im Viertelfinale gegen FC Tasmania Rixdorf mit 1:2 verlor und aus dem Wettbewerb ausschied.

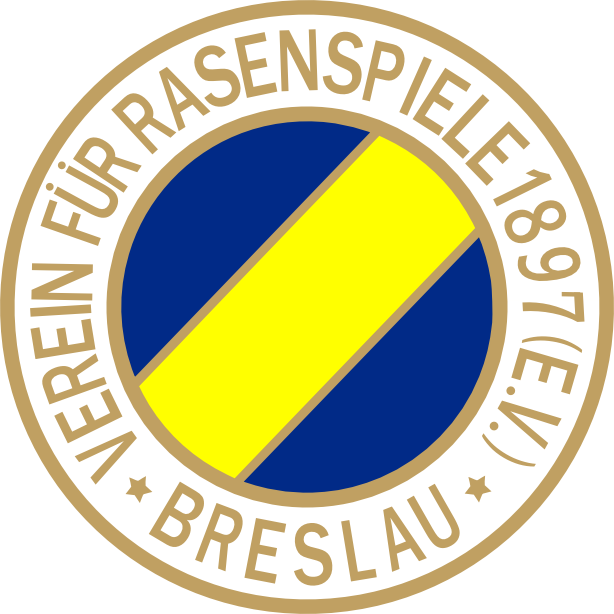
Vereinsemblem
des VfR 1897 Breslau

## Modus
Die Spielklassen Südostdeutschlands waren in der Saison 1909/10 in insgesamt 5 Bezirksklassen eingeteilt, deren jeweilige Meister für die Endrunde um die südostdeutsche Meisterschaft qualifiziert waren. Die Bezirksklasse Oberschlesien war in die 3 Gaue Beuthen, Kattowitz und Ratibor eingeteilt, deren Sieger in einer Finalrunde den Oberschlesischen Meister ausspielten.
| Bezirk          | Bezirksmeister        |
| --------------- | --------------------- |
| Breslau         | VfR 1897 Breslau      |
| Niederlausitz   | FC Askania Forst      |
| Niederschlesien | ATV Liegnitz          |
| Oberschlesien   | SC Germania Kattowitz |
| Posen           | DSV Posen             |

## Bezirksklasse Breslau
Die Bezirksklasse Breslau wurde erneut mit acht Mannschaften ausgespielt. Der VfR 1897 Breslau wurde zum dritten Mal hintereinander Breslauer Meister. Da die Bezirksklasse zur kommenden Spielzeit um einen Teilnehmer erhöht wurde, gab es in dieser Saison keinen Absteiger.

### A-Klasse
| Pl. | Verein               | Sp. | S  | U | N  | Tore    | Quote | Punkte |
| --- | -------------------- | --- | -- | - | -- | ------- | ----- | ------ |
| 1.  | VfR 1897 Breslau (M) | 14  | 11 | 2 | 1  | 054:150 | 3,60  | 24:40  |
| 2.  | SC Schlesien Breslau | 14  | 10 | 0 | 4  | 053:160 | 3,31  | 20:80  |
| 4.  | SC Germania Breslau  | 14  | 7  | 2 | 5  | 038:230 | 1,65  | 16:12  |
| 3.  | SC Falke Breslau (N) | 14  | 7  | 2 | 5  | 034:380 | 0,89  | 16:12  |
| 5.  | SC Preußen Breslau   | 14  | 7  | 0 | 7  | 026:380 | 0,68  | 14:14  |
| 6.  | FC Breslau 98        | 14  | 6  | 0 | 8  | 034:330 | 1,03  | 12:16  |
| 7.  | ATV Breslau          | 14  | 2  | 1 | 11 | 014:450 | 0,31  | 05:23  |
| 8.  | SC Hertha Breslau    | 14  | 2  | 1 | 11 | 010:560 | 0,18  | 05:23  |

| (M) | Titelverteidiger            |
| (N) | Aufsteiger aus der A-Klasse |

### B-Klasse
| Pl. | Verein                                    | Sp. | S  | U | N | Tore    | Quote | Punkte |
| --- | ----------------------------------------- | --- | -- | - | - | ------- | ----- | ------ |
| 1.  | SC 1904 Breslau                           | 15  | 11 | 0 | 4 | 058:220 | 2,64  | 22:80  |
| 2.  | SC Viktoria Breslau                       | 11  | 6  | 2 | 3 | 038:200 | 1,90  | 14:80  |
| 3.  | Breslauer BC (N)                          | 10  | 6  | 1 | 3 | 048:160 | 3,00  | 13:70  |
| 4.  | SC Britannia Breslau                      | 10  | 6  | 1 | 3 | 015:170 | 0,88  | 13:70  |
| 5.  | SV Corso Breslau (A)                      | 11  | 4  | 2 | 5 | 027:280 | 0,96  | 10:12  |
| 6.  | SC Borussia Breslau                       | 8   | 4  | 1 | 3 | 024:190 | 1,26  | 09:70  |
| 7.  | SC Pfeil Breslau                          | 10  | 3  | 3 | 4 | 025:260 | 0,96  | 09:11  |
| 8.  | SC Sturm Breslau                          | 7   | 1  | 0 | 6 | 018:240 | 0,75  | 02:12  |
| 9.  | Olympische Vereinigung 1908 Breslau a (N) | 10  | 0  | 1 | 9 | 005:860 | 0,06  | 01:19  |

| (A) | Absteiger aus der A-Klasse |
| (N) | Neuling                    |

## Bezirksklasse Niederlausitz
Die Bezirksklasse Niederlausitz wurde mit folgendem Tabellenstand beendet. Der FC Askania Forst wurde zum ersten Mal Niederlausitzer Fußballmeister.

### 1. Klasse
| Pl. | Verein                         | Sp. | S | U | N | Tore    | Quote | Punkte |
| --- | ------------------------------ | --- | - | - | - | ------- | ----- | ------ |
| 1.  | FC Askania Forst               | 10  | 7 | 2 | 1 | 040:180 | 2,22  | 16:40  |
| 2.  | SC Viktoria Cottbus            | 10  | 4 | 2 | 4 | 018:210 | 0,86  | 10:10  |
| 3.  | FV Brandenburg Cottbus         | 10  | 4 | 1 | 5 | 016:210 | 0,76  | 09:11  |
| 4.  | TuFC Britannia Cottbus         | 10  | 4 | 1 | 5 | 026:300 | 0,87  | 09:11  |
| 5.  | SC Alemannia Cottbus (M) (MSO) | 10  | 4 | 1 | 5 | 028:260 | 1,08  | 09:11  |
| 6.  | FC Deutschland Forst (N)       | 10  | 3 | 1 | 6 | 021:330 | 0,64  | 07:13  |

| (M)   | Titelverteidiger                                     |
| (MSO) | Titelverteidiger südostdeutsche Fußballmeisterschaft |
| (N)   | Aufsteiger aus der 2. Klasse                         |

### 2. Klasse
| Pl. | Verein                | Sp. | S  | U | N | Tore    | Quote | Punkte |
| --- | --------------------- | --- | -- | - | - | ------- | ----- | ------ |
| 1.  | FC Viktoria Forst (A) | 10  | 10 | 0 | 0 | 049:500 | 9,80  | 20:0   |
| 2.  | VfR Olympia Cottbus b | 10  | 7  | 0 | 3 | 032:200 | 1,60  | 14:60  |
| 3.  | FC Hohenzollern Forst | 10  | 6  | 0 | 4 | 019:900 | 2,11  | 12:80  |
| 4.  | FC Amicitia Forst     | 10  | 3  | 1 | 6 | 016:240 | 0,67  | 07:13  |
| 5.  | SC Union Cottbus      | 10  | 3  | 0 | 7 | 007:360 | 0,19  | 06:14  |
| 6.  | SC Preußen Cottbus    | 10  | 0  | 1 | 9 | 006:350 | 0,17  | 01:19  |

| (A) | Absteiger aus der 1. Klasse |

### Relegationsspiel
| Datum         |                                                  | Ergebnis |                                      | Ort                  |
| ------------- | ------------------------------------------------ | -------- | ------------------------------------ | -------------------- |
| 31. Juli 1910 | FC Deutschland Forst (Tabellenletzter 1. Klasse) | 1:2      | FC Viktoria Forst (Sieger 2. Klasse) | Askania-Platz, Forst |

## Bezirksklasse Niederschlesien
In Niederschlesien setzte sich erneut Seriensieger ATV Liegnitz durch.
| Pl. | Verein               | Sp. | S | U | N | Tore    | Quote | Punkte |
| --- | -------------------- | --- | - | - | - | ------- | ----- | ------ |
| 1.  | ATV Liegnitz (M)     | 3   | 3 | 0 | 0 | 020:400 | 5,00  | 06:0   |
| 2.  | FC Viktoria Liegnitz | 3   | 1 | 1 | 1 | 009:800 | 1,13  | 03:30  |
| 3.  | ATV Liegnitz II (N)  | 3   | 0 | 1 | 2 | 006:120 | 0,50  | 01:50  |
| 4.  | FC Blitz 03 Liegnitz | 3   | 0 | 0 | 3 | 003:140 | 0,21  | 0:60   |

| (M) | Titelverteidiger             |
| (N) | Aufsteiger aus der 2. Klasse |

## Bezirksklasse Oberschlesien
Die Bezirksklasse Oberschlesien wurde erneut in Gruppen aufgeteilt. Neben den beiden Gauen aus dem Vorjahr kam der Gau Beuthen hinzu. Die Sieger der Gaue trugen in einer Finalrunde die Oberschlesische Meisterschaft aus.

### Gau Beuthen
| Pl. | Verein                     |
| --- | -------------------------- |
| 1.  | FC Britannia Beuthen       |
| 2.  | FC Hohenzollern Laurahütte |
| 3.  | SC 1908 Königshütte        |
| 4.  | SC Beuthen                 |

### Gau Ratibor
| Pl. | Verein               |
| --- | -------------------- |
| 1.  | SV Preußen Ratibor   |
| 2.  | FC Ratibor 03        |
| 3.  | SV Schlesien Ratibor |
| 4.  | SC Preußen Cosel c   |

### Gau Kattowitz
| Pl. | Verein                      | Sp. | S | U | N | Tore    | Quote | Punkte |
| --- | --------------------------- | --- | - | - | - | ------- | ----- | ------ |
| 1.  | SC Germania Kattowitz       | 4   | 4 | 0 | 0 | 024:300 | 8,00  | 08:0   |
| 2.  | SC Diana Kattowitz          | 4   | 2 | 1 | 1 | 019:150 | 1,27  | 05:30  |
| 3.  | FC Preußen 05 Kattowitz (M) | 6   | 3 | 1 | 2 | 036:170 | 2,12  | 07:50  |
| 4.  | SC Hohenlohehütte (N)       | 3   | 1 | 0 | 2 | 007:230 | 0,30  | 02:40  |
| 5.  | Kattowitzer SC              | 5   | 0 | 0 | 5 | 006:340 | 0,18  | 0:10   |

| (M) | Titelverteidiger             |
| (N) | Aufsteiger aus der 2. Klasse |

### Finalspiele um die Oberschlesische Meisterschaft
Vorrunde
| Datum                                                             |                                           | Ergebnis |                                         |
| ----------------------------------------------------------------- | ----------------------------------------- | -------- | --------------------------------------- |
| Februar 1910                                                      | FC Britannia Beuthen (Sieger Gau Beuthen) | 4:2      | FC Preußen Ratibor (Sieger Gau Ratibor) |
| SC Germania Kattowitz (Sieger Gau Kattowitz) erhielt ein Freilos. |                                           |          |                                         |

Finale
| Datum        |                       | Ergebnis |                      |
| ------------ | --------------------- | -------- | -------------------- |
| 6. März 1910 | SC Germania Kattowitz | 3:2      | FC Britannia Beuthen |

## Bezirksklasse Posen
| Pl. | Verein             |
| --- | ------------------ |
| 1.  | DSV Posen          |
|     | FC Britannia Posen |
|     | FC Viktoria Posen  |
|     | FC Wacker Posen    |

## Endrunde
Die Endrunde um die südostdeutsche Fußballmeisterschaft wurde in der Saison 1909/10 im K.-o.-System ausgetragen. Der VfR 1897 Breslau wurde zum zweiten Mal Südostdeutscher Meister und qualifizierte sich somit für die deutsche Fußballmeisterschaft 1910. Bei dieser schied Breslau bereits im Viertelfinale durch ein 1:2 in Berlin gegen den TuFC Tasmania Rixdorf aus.

### Vorrunde
| Datum                                                                 |                                            | Ergebnis |                                           | Ort   |
| --------------------------------------------------------------------- | ------------------------------------------ | -------- | ----------------------------------------- | ----- |
| 13. März 1910                                                         | FC Askania Forst (Niederlausitzer Meister) | 4:0      | ATV Liegnitz (Niederschlesischer Meister) | Forst |
| 20. März 1910                                                         | DSV Posen (Posener Meister)                | 1:3      | VfR 1897 Breslau (Breslauer Meister)      | Posen |
| SC Germania Kattowitz (Oberschlesischer Meister) erhielt ein Freilos. |                                            |          |                                           |       |

### Halbfinale
| Datum                                 |                  | Ergebnis |                       | Ort     |
| ------------------------------------- | ---------------- | -------- | --------------------- | ------- |
| 25. März 1910                         | VfR 1897 Breslau | 4:1      | SC Germania Kattowitz | Breslau |
| FC Askania Forst erhielt ein Freilos. |                  |          |                       |         |

### Finale
| Datum         |                  | Ergebnis  |                  | Ort     |
| ------------- | ---------------- | --------- | ---------------- | ------- |
| 3. April 1910 | VfR 1897 Breslau | 3:1 n. V. | FC Askania Forst | Breslau |